# 徐葆光
徐葆光（1671年—1723年），字亮直，號澄齊，別號二友老人，江蘇長洲（今蘇州市）人，清朝政治人物。

## 生平
康熙十年（1671年）生。康熙五十一年（1712年）一甲第三名進士，授官翰林院編修，史稱「葆光才品為舘閣冠」。康熙五十七年（1720年）任琉球副使，方苞撰送行文：“自秦汉以后，中国有事于四夷，其为将，则效命力于锋镝，其为使，则折冲口舌之间，以求得其要领，故承命者多以为难。今天子德威遐畅，方外乡风，小夷喁喁，企瞻使节。承命者有将事之荣，而无失得之恤。故人争羡之”，冊封琉球。
卒於雍正元年（1723年）。有一女嫁於長洲蔣深子蔣仙根（字奕蘭，號蟠猗，1698-1762），外孫蔣業晉著有《立厓詩鈔》。

## 著作
著有《中山傳信錄》、《奉使琉球詩》附詞一卷。

## 纪念
- 葆光亭，位于苏州上方山国家森林公园
- 徐葆光显彰碑，位于日本冲绳县那霸市首里城